# シェーラひめのぼうけん
『シェーラひめのぼうけん』は、村山早紀作、佐竹美保画の児童文学作品。フォア文庫より全10巻が刊行されている。

## 概要
悪の魔法使いサウードによって石に変えられた王国を救うために3人の子供たちが七つの鍵を求めて砂漠の世界を旅する話。
初出はフォア文庫だが、後に童心社から図書館版が販売されている。
続編として、主人公の娘たちが活躍する「新シェーラひめのぼうけん」が同じくフォア文庫と図書館版で発売されている。
2019年3月には、10巻分を2冊にまとめ、内容を加筆した「シェーラ姫の冒険　愛蔵版（上・下）」が童心社より発売された。2021年3月には「新シェーラ姫の冒険　愛蔵版（上・下）」が発売された。
また愛蔵版を記念し、入江麻衣子によるイメージサウンドトラックが作者の村山公認で発表された。

## 登場人物

### シリーズ共通の登場人物
シェーラ
シェーラザード王国の姫。本名シェーラザード。長い黒髪に黒い瞳を持つ美少女。怪力の持ち主で、ロバとファリードを同時に持ち上げて余裕で歩く、暴れるゾウを持ち上げる、大男の斧の一撃を受け止めるなど、枚挙にいとまがない。（ファリード曰く「お后である彼女の母が太陽に願掛けをしたため」と語っている）。好奇心旺盛で無鉄砲な行動に出ることもしばしば。食欲も旺盛で、ハイルの手料理やダイヤモンドの都パイユイの料理を気に入っている。心優しく、正義感の強いまっすぐな性格。12歳ながら、剣の腕はかなりのもの。シェーラザード王国の姫君に代々伝わる「魔神の指輪」を持っており、魔神ライラを呼び出せる。普段は明るく、仲間を勇気づける存在だが、父親に嫌われてはいないかと不安になり、恐れるといった繊細な一面も持つ。また、誰かを救えるような知恵がないことを悔やむこともある。
ファリード
金髪碧眼で、優しい顔立ちの少年。魔法使いだが、実力はいまいち。シェーラの幼馴染。頭が良く、シェーラを宥めたり、理性的な行動をとったりする。たまにネガティブな発言もする。
猫が苦手で、猫がたくさんいる場所に行くとすぐに気絶する。
序盤こそ、ハイルに対して不信感を見せていたが、冒険を通じて、信頼関係を築いていき、親友となる（実際、彼以外の人物にはほとんど敬語を使っている）。
シェーラのことが好きで、幼い頃、国中が流行病にかかり、自分だけが元気で何もできないで悲しむシェーラに、「ずっとそばにいる」と約束し、今でも守っている。彼女を守るため、体を張ることも。
本当はサウードをもしのぐ優れた才能を持っているのだが、父親の虐待や、母親の（ショックのあまり、つい出てしまった）ある言葉が原因で力を出せないでいた。
ハイル
元はアハマルの町で少年泥棒団の親分のようなことをしていたが、ぐうぜん町に来たシェーラ達を助け、旅に同行するようになる。そばかすがあって背が高い。足が速く、ナイフ投げが得意。常に「かっこいい男」であることを心がけ、ポリシーとしている。友情に厚く、面倒見がいい。料理上手で、3人の食事をよく作る。
自分を捨て子だと思って育ち、自分を捨てた親を心の底で恨んでいたが、第6巻終盤で、実は「海辺の王国」の王子で、悪い大臣親子の奸計によってアハマルの町に飛ばされていた事が判明。無事両親と再会した後、再びシェーラ達と旅を続ける。
ライラ
シェーラ姫の虹色月長石の指輪に宿る魔神。本名アルフ・ライラ・ワ・ライラ。炎の髪に水の衣をまとい、ネコのような金色の瞳の女の子の姿をしている。契約さえすればなんでも主人の願いを叶えてくれる。その強さは砂漠一。
シェーラ達の窮地を救ってくれるものの、シェーラが肝心の所で指輪をなくしたり落としたりするなど、憂き目にあってもいる。
もとは魔神の国「千の瞳」の王。
サウード
悪の魔法つかい。長い黒髪で、美形。シェーラの国を石に変えたり、兵士の心の隙を突いて操ったりするなど、あの手この手で七つの鍵を集めようとしている。魔法の腕は抜群で、自分でも「砂漠一」と自負するほど。その目的は、世界中を魔物でいっぱいにして滅ぼし、魔物だけの世界に王として君臨すること。
もとはルスカ王国の第一王子。名君の父王、優しい母、優れた家臣に囲まれて、幸せな時代を過ごしていた。が、家臣の1人の裏切りによって家族や他の家臣を惨殺される。自身も捕らわれるが国外へ逃げ出し、復讐を誓う。しかし、数年後、王国は互いに戦争をしないと同盟を結んでいた東の大国と他国との戦争に巻き込まれて滅ぼされてしまっていた。このことから、人間も神も信じない、冷徹な人物となった。饒舌で皮肉めいた物言いが特徴。
第7巻で幼い自分の幻影と出会い、昔のことを思い出す。そのとき、当時の誕生日プレゼントにもらったガラスの子馬の目が七つの鍵の一つであることがわかり、都の廃墟へ急ぐ。その途中、同じく七つの鍵を求めていた黒竜に襲撃されて重傷を負う。そこをたまたま出会ったミリアムとシェーラ一行に助けられる。その後改心し、彼女達と行動をともにする。

### レギュラーまたはゲストの登場人物
ハーシブ
第1巻、9巻、最終巻に登場。賢者で、世界中のあらゆることを知っている。アハマルの町の片隅で、たくさんの猫と暮らしている。シェーラに七つの鍵と魔法の杖について助言し、魔法の地図と絨毯をプレゼントする。
ハッサン
第2巻～5巻、8～最終巻に登場。もとは砂漠じゅうで名の知れ渡った盗賊（義賊）の親分。暴漢に襲われていた商人の娘、マリアムを助けた後、彼女に一目惚れされて結婚。一人娘ミリアムを授かるが、妻に盗賊であることがばれ、ショックのあまり娘とともに実家に帰られてしまう。しばらく泣いて暮らしたが、「盗賊である過去は変えられないが、これからの未来は変えられる」と考え直し、錬金術師の道を歩み出す。「賢者の石」を作って黄金を生み出し、世界一の錬金術師になって家族と再会することを夢見ている。
もと子分で現助手であるアリとともに、空飛ぶ人力飛行機で旅をするが、2人の体力が限界になる、翼が壊れるなどのアクシデントでよく墜落する。
アリ
第2巻〜5巻、8〜最終巻に登場。ハッサンのもと子分で現助手。孤児だったところをハッサンにひろわれ、現在に至る。ハッサンには「博士」と呼ぶように言われているが、しょっちゅう盗賊時代の癖が出て「おかしら」と呼んでしまう。また、状況と微妙にずれたことわざや慣用句をもちだしてはつっこまれたり、余計な一言を言ってはハッサンに殴られたりしている。催眠術が得意。
ミリアム
第5巻、7～最終巻に登場。ハッサンとマリアムの娘。大きな瞳と巻き毛を持つ少女で、自分のことを「ボク」と呼ぶ。錬金術で作った空とぶ木馬で移動しながら、生き別れた父を探して旅をしている。父を砂漠で一番のハンサムだと思っている他、時々根拠のない思い込みをすることがある。ハイルからは「天才少女」と呼ばれる。
ハールーン
シェーラの父で、シェーラザード王国の国王。剣の名手であり、12歳の時に海賊に勝利したことがある。シェーラの12歳の誕生日に指輪をプレゼントするが、次の日にサウードによって石にされてしまった。
第4巻で自身の命と引き換えに致命傷を負ったシェーラの命を救い、生涯を閉じる。
ソーニャ姫
第2巻に登場。故人。100年前に滅ぼされたサラーブの都の姫君。長い金髪にサファイアのような青い瞳の少女。あまりの美貌の持ち主のため、父王によって庭園に半ば閉じ込められたような生活を余儀なくされ、寂しい日々を送っていた。ある日、寂しさから庭園の泉の神（生け贄によって、願いを叶えてもらえる。彼女は本来嫌っていた）に蝶を生け贄にして、友達が欲しいと願ってしまう。願いは叶えられ、偶然迷い込んだ商人の息子、ファドルと友達になる。彼と隠し通路を通って街に出て探検することを約束するが、都が他国に攻められてしまい、兵士が城にも攻め込まれる（後世の伝説では、ファドルが裏切って隠し通路のありかを兵士に教えたためとなっているが、本当はソーニャを心配した彼が通路を通って彼女に会いに行こうとしたところを兵士に見つかったのが原因）。家族や城の人々、ファドルが惨殺される中、生き延びて泉まで逃げる。そして、自身を生け贄として、泉の神に都の秘宝サファイアを守るよう願う（それ以来、彼女の魂と泉の神が一体化した）。
ハイルと出会い、彼にファドルの面影を見て、サファイアを渡す。その後サウードに妨害されるも、シェーラ一行によって救われ、ライラの魔法で一時的に復活したかつての都の姿を見て満足する。結局、自分の大切な宝物はとうの昔に失われていたと言い残し、消滅した。
リーイン
第3巻、最終巻に登場。ダイヤモンドの都パイユイの女王。赤い衣が印象的。都のため、民のために一生懸命尽くす立派な人物であるが、かつて死んだ一人娘であるメイファを想い悲しみに暮れていた。そんな中、都の用水路を流れてきたシェーラを、メイファに重ね、彼女の記憶を少しずつ消して自分の娘にしようとした。終盤でシェーラの記憶が戻り、罪悪感と名残惜しさを感じつつもシェーラを見送るが、彼女の一言に救われる。シェーラに都の印が入った翡翠の腕輪をプレゼントし、彼女の旅費のサポートをした。
フェイラン
第3巻、最終巻に登場。ダイヤモンドの都パイユイの宰相。リーインとは幼なじみ。リーインへの想いもあって、シェーラの記憶を消す手伝いをしていた。魔術師でもあり、魔法剣を使った雷の呪文が得意。彼の生き様にファリードも憧れた。
ターフー
第3巻、最終巻に登場。ダイヤモンドの都パイユイの将軍。国の兵力を増強したいと考えている。サウード曰く「単純で酒好きで操りやすい」。サウードに計2度洗脳されて好戦的な考えを持つようになり、フェイランを失脚させるためにダイヤモンドを盗み出す計画に加担したり、シェーラ達に危害を加えようとしたりしてしまうが、フェイランやシェーラに阻止され、最終的に洗脳は解ける。
シンドバッド
第4巻、最終巻に登場。自称「炎の海賊」。かつては金持ちの商人の子供であったが、ある時に父親のイブンが失踪してしまう。その後に財産も母親も失い、海に出て海賊として生きるようになる。
自身の身を守らないで戦うため、ファリードからは「いつ死んでもいいと思っている人」と評された他、シェーラに積極的に接したため、（嫉妬もあってか）「ひめさまに対してなれなれしい」とも評された。
ヨウ
第4巻、最終巻に登場。シンドバッド号の船員で、背の高い東洋人。無口で火薬に詳しい。
ある小さな失敗で先祖代々使えた君主から捨てられ、海に出たところをシンドバッド号に拾われた。
マリー、ジャック
第4巻、最終巻に登場。シンドバッド号の船員の西洋人の子供で、双子の姉弟（マリーが姉でジャックが弟）。マリーは操舵と雑用、ジャックは料理を担当している。
かつて両親により人買いに売られたが、逃げ出して海に出たところをシンドバッド号に拾われた。
イブン
第4巻に登場。シンドバッドの父親で、かつてマルークの街で商人をしていた。13年前に息子の病気を治すために黒真珠を手に入れようと島に向かったが、島の住人に譲ってもらえずに戦闘となり、島の長がいまわの際にかけた呪いにより幽霊船の船長をすることになってしまう。
最終的に人の心を取り戻して息子のシンドバッドに気づいたものの、直後に太陽の光により灰になってしまった。
アルテス
第5巻、最終巻に登場。エアリュウムの住人で、ルウニイの兄。背が高くて痩せている。次期長老候補の1人。空を飛ぶことを研究しており、宇宙に行くことを夢見ている。そのためエアリュウムが地上に降りるのを反対している。メルテス曰く「学者ばか」。
口が悪く、特に地上人のことを見下す言動が目立つが、情のある人間であることをうかがわせる描写もある。
メルテス
第5巻、最終巻に登場。エアリュウムの住人の青年で、眼鏡をかけている。穏やかな性格で、彼も次期長老候補であるが、本人にその気はないらしい。夢は地上に降りて医学の知識で人々を助けることである。
ルウニイ
第5巻に登場。エアリュウムの住人の少年で、アルテスの弟。ある時に風邪をひいて以来歩けなくなってしまい、エアリュウムから落ちてライラに助けられたこともある。終盤でエアリュウムが地上に降りた後は立つことができるようになった。
セルテス
第5巻、最終巻に登場。エアリュウムの長老。もうすぐ120歳になるらしい。武術を好んでおり、地上の人間を集めて武術大会を開催した。
エラン
第5巻、最終巻に登場。闘技場で戦っていた剣闘士であり、エアリュウムに来たくて武術大会に参加した。武術大会では決勝まで勝ち進むも、シェーラに負けてしまった。ファリード曰く「キザなやつ」。
アイシャ
第6巻に登場。青い髪に赤いしっぽを持つ人魚の少女。海辺の王国に面する海の底の国「海のバラ」出身。
行方不明の兄を捜してこっそり陸に上がるが、人間に騙されて市場で売り飛ばされそうになる。そこをシェーラたちに助けられ、兄捜しの手伝いを申し出される。
人間にひどい目に遭わされたにもかかわらず、人間の良いところを信じ、人間が好きだと言い切る優しい性格。
第6巻終盤でハイルが探していた兄だとわかり、とても喜んだ。
人魚の王
第6巻、最終巻に登場。人魚の国「海のバラ」の王で、ハイルとアイシャの母方の祖父。
海辺の王国の国王に嫁いだ娘の体調が悪いことを知って人間を恨み、海辺の王国を滅ぼして娘を人魚の国に連れ帰ることを画策していた。その後に海辺の王国を支配していた大臣親子の計画を知り、城を沈めて大臣親子と国王のみを葬るにとどめようとしたが、最終的にはライラとアイシャの頼みにより思いとどまった。
後にハイルにアクアマリンの宝石が飾られた王冠を託している。
リーシュ
第7巻に登場。故人。紅玉の都に来た隊商の娘の踊り子。ライオンに連れ去られた際に自身を助けてくれたサウードと親しくなる。5年後にたんぽぽの野原でサウードと再会することを約束してルスカ王国の国宝であるルビーを埋め込まれたガラスの子馬を渡されたものの、後にルスカ王国と同盟を結んだ東の大国と他国の戦争に巻き込まれて焼死してしまう。
第7巻でサウードの夢に現れ、ガラスの子馬を返した後にサウードを勇気づけた。
サリム
第7巻に登場。故人。かつてのルスカ王国の大臣で、サウードの父のいとこ。色白で、「砂漠の日差しの下を少しでも歩いたら死ぬ」と医師に言われるほど病弱な青年。
王子であったサウードには慕われていたが、国を守るためには東の大国と同盟を結ばなければならないと考えており、やむなく東の大国と同盟を結ぼうとしない国王らの殺害計画を実行する。その際にサウードのことを見捨てることができず、密かに牢獄の鍵を開けてサウードが逃げられるようにしていた。
その後にルスカ王国の国王となるが、同盟を結んだ東の大国と他国の戦争に巻き込まれて焼死する。
第7巻でサウードの夢に現れ、かつて自身が行った非道な行いを詫びた。
サイーダ
200年前のシェーラの先祖の女性。幼い頃から継母によって塔に閉じ込められており、ある日楽器を弾いていた時にライラと出会う。友達を欲しがっていたため、ライラとの10日間の謎かけ勝負に勝利して以来ライラを友とし、彼女の指輪に宿ったライラに守られるようになる。
最期はライラに魔神の国で永遠に生きることを勧められるも、それを選ばずに生涯を閉じた。
ラシード
1,100年前のある国の魔術師の王。才能豊かで、魔神のラーニャを唯一の親友として認めていたと言われている。
流行病で亡くなった両親や国民を魔術で生き返らせようとしたが、無理がたたって若くして生涯を閉じることになる。最期は魔神の国で永遠に生きるというラーニャの勧めを断り、自身の力を後世に残すため、自らの魂の一部とラーニャを魔法の杖に封じた。
ラーニャ
第9巻、最終巻に登場。ラシード王の親友の魔神で、当時は世界最強の魔神と言われていた。「翼もつもの」や「夢魔の王」と呼ばれる。背中に羽を持つ大きな銀色のペルシャ猫の姿をしている。
ラシードの魂と共に魔法の杖に封印されていた。かつてはラシードの言葉だけに従っていたとされ、彼の死に際に永遠に生きるように魔神の国に連れて行こうとしたが断られたという。
闇の魔神
1,000年前、ラシードの魔法の杖を使い、ラシードの国を滅ぼすなどの悪事を働いていた男が偉大な魔法使いに倒される際、死の寸前に魔法の杖から作り出した魔神。
不完全な姿であり、砂漠の果てから動くことはできないが、戦争や流行病を引き起こしたり、生贄と引き換えに邪な心を持った者の願いを叶えたりしている。

### 「新シェーラひめのぼうけん」シリーズの登場人物
サファイヤ
シェーラザード王国の王女。本名シェーラザード。ルビーの双子の姉。金髪碧眼で、魔法を使うことができ、「星のひめぎみ」とも呼ばれる。勉強熱心で、錬金術を使って空とぶほうきをつくったり、古文書を読んだりすることができる。気難しい性格で、本人曰く「器用貧乏」。
ルビー
シェーラザード王国の王女。本名シェーラザード。サファイヤの双子の妹。長い黒髪と赤い瞳を持ち、「風のひめぎみ」とも呼ばれる。思い立ったらすぐに行動する活発な少女で、歌や踊りが上手で、剣を使うこともできる。魔法の絨毯でこっそり城を抜け出して街に行くのが趣味。
フルハール
魔神ラーニャの分身の精霊として生まれた魔神。背に翼をもつ銀色の猫の形をしている。人間が好きで、ラーニャと他の精霊が魔法の杖の中に戻る際にも、自身は戻らない選択をした。その際に魔神としての命と銀の足輪を与えられた。
ハッサン
海辺の王国の兄王子。黒髪と大きな黒い瞳を持つおしゃれな美男子で、女性に間違えられることもしばしば。水の剣を譲り受けている。作曲や歌うこと、リュートを演奏するのが趣味。頭脳明晰な弟に対しコンプレックスを持っている様子が見られる。
ジュドル
海辺の王国の弟王子。赤い巻き毛と茶色の瞳の、少し太めの少年。イタチのような不思議な生き物のチニと友達。勉強熱心な天才で、錬金術を使って宝石や飛行船を製作できるほど。仕切りたがり屋な反面、周りに気を使い過ぎたり、言いたいことを全部は言わなかったりする面もある。
チニ
イタチのような不思議な生き物。人の言葉を話すことができる。1年前に記憶を失って倒れていた所をジュドルに助けられた。魔法の金の巻物を耳に隠している。
その正体は、「いのりの塔」で魔法使いたちがシルファという少女ら7人の子供を犠牲にして、この世の人間すべてを消し去ることを目的に召喚した「世界を滅ぼすもの」であり、「裁きの天使」とも呼ばれる。巻物は「裁きの書」であり、これに名前を書かれたものは地上から消え去る。
ミシェール
西洋の島国であるおとぎの島の王国の王子。髪は黒色で巻き毛。かつて悪事をしていたが現在は改心した国王の父と同じく、魔法を使うことができる。国の宝であるペガサスを友としている。お姫様を守る騎士になることを夢見ている。
セバスチャン
ミシェールの執事兼教育係。白い髭を持つ男性。若い頃に究極の執事をめざし、研究を重ねて道を究めたため、ミシェールも及ばない剣の腕や錬金術の技術を持つ。
ナルダ
赤い髪で緑の瞳の少女。かつて錬金術の王国と戦争して滅んだ魔法の王国の生き残りの末裔で、炎の魔法の使い手。戦争中に魔法の王国が異世界から魔物を呼び出し、魔物に双方の王国が滅ぼされたので魔物は未来に送られていたが、その魔物を元の世界に返す方法が見つかり、その方法が載っている書物を救い主に渡すため旅をしている。一緒に旅をしてきた父親が殺されたことをきっかけに、戦争をする人間を憎むようになり、白いけものと一緒に森で暮らすようになる。
ルチア
海辺の街に住んでいる少女で、かつて追いはぎだった料理店経営の魔法使いの女性アンナの養子。琥珀色の瞳を持ち、琥珀色のブローチを胸につけている。いつか海辺の街を出ることを夢見ており、理由は「自分を変えたい」と思っているからと言ったが、後に養母の病気を治せる薬を街の外に探しに行きたいからとも言っている。
錬金術の国の王子
魔法の王国と戦争をしていた時代の錬金術の国の王子。金色の髪と蒼い瞳を持っていた。錬金術の他にも魔法の才能にも長けていた。しかし王国の魔神から教わった知識により、このままだと大人になる前に自分が死ぬことを知ってしまう。そこで魔神の助けを借りて、この世界の外に時が止まった黒水晶と雲母でできた屋敷を作り、自身の体を機械に変えて生き続けた。魔法の鏡でこの世界を見ることができ、サファイヤの成長を見守ってきた。

## 用語
世界観は主に中東付近の国々がモデルとなっている。魔術師や精霊、魔神が存在するほか、科学者に相当する「錬金術師」もいる。神や死んだ人の魂が住む「天国」、魔神や精霊達の住む世界も存在する。

### アイテム
魔法の杖
1,100年前、ラシード王によって作られた杖。その100年後にある悪い魔法使いがその杖を使ってラシードの国を滅ぼすなどの悪さをしたが、その魔法使いは偉大な魔法使いに倒されることになる。
その偉大な魔法使いが砂漠の砂の海の中に隠し、七つの鍵で封印されたもの。手にすると、世界の王になれるほどの魔力を持っている。金属の杖で、大きな青い水晶があしらわれている。
七つの鍵
魔法の杖の封印を解く鍵。七色の魔法の宝石（緑の鍵エメラルド、青の鍵サファイア、白の鍵ダイヤモンド、黒の鍵黒真珠、黄色の鍵トパーズ、水色の鍵アクアマリン、赤の鍵ルビー）。
魔法の地図
七つの鍵の位置が動く点によって表示される不思議な地図。1,000年前に偉大な魔法使いが作成し、子孫がコピーの地図を作成。オリジナルはサウード、コピーはシェーラが所持している。サウードが持っているものは、破けているが、シェーラのものは完全である。塩と水の少なくとも一方と相性が悪く、4巻・6巻の海上では作動しなかった。また5巻で魔力や錬金術の影響を受けた際も作動しなかった。
魔法の絨毯
シェーラ、ファリード、ハイルの移動手段。ハーシブからもらった。魔法の地図と同様、海上ではうまく飛べないこともあった。

### 地名
シェーラザード王国
シェーラの住んでる国。オアシスと豊かな緑あふれる国。サウードがこの国の秘宝でもあり、緑の鍵でもあるエメラルドを手に入れるために石に変えられた。とても陽気な国民性を持つ。
アハマル
第1巻、9巻、最終巻に登場。砂漠の近くの街で、賢者ハーシブや泥棒の子供たちが住む町。
サラーブ
第2巻に登場。かつて砂漠の西にあった都で、きれいなオアシスで豊かな都であった。宝は青の鍵でもあるサファイア。実は魔神である蛇を神として祭っていた。
100年前によその国に攻められた際、姫であるソーニャが自身を生贄にしてサファイアを守るように魔神に祈った際、敵もろとも水没して消滅した。
コホリー
サラーブの都があった場所のそばにある街。こっそり客に酒を出す店がある。
パイユイ
第3巻、最終巻に登場。ダイヤモンドの都と言われ、美しく壮大な都。国宝は白の鍵でもあるダイヤモンド。王族らは外の世界から来た人々の子孫。強大な兵力と資金力を持つ。
黒真珠の島
第4巻に登場。滅ぼされた国の王族または神官が黒の鍵でもある国宝の黒真珠を守るために移り住んだ島。人々は霧の魔法をかけてよそ者が近づかないようにしていたが、息子の病気を治すために黒真珠を手に入れようとしたイブンらとの戦闘により全滅してしまった。
飛行都市エアリュウム
第5巻に登場。飛行都市。地上の人々を救うため、魔法や錬金術を後世に残すために100年前に地上から空中に上がった。動力は（自ら望んだ）人間を犠牲にして作った永久機関の水晶磁石。賢人たちが日々新しい技術の研究を行っている。空の上にあるためか、戦争などに遭うことなく高い文明を発達させてきた。黄色の鍵でもあるトパーズを宝としている。
ファリードは「たくさんの人の幸せのために研究は行われるもの」と思っており、嫌っていたが、エアリュウムの人々との触れ合いにより誤解は解ける。
海辺の王国
第6巻、最終巻に登場。長い海岸線を持つ大国。首都は大きな港町で、西洋風の城を持つ。近くの海底には水色の鍵でもあるアクアマリンの宝石が飾られた王冠を受け継ぐ人魚の国「海のバラ」がある。
紅玉の都
第7巻に登場。砂漠の北側のサウードが王子だったルスカ王国の首都。シェーラザード王国に比べるとやや西洋風で、建物が赤レンガで作られているのが特徴。
ルスカ王国の国宝は赤の鍵でもあるルビーが額に埋め込まれたガラスの子馬。ルスカは豊かではあるが兵力は弱く、東の大国と同盟を結ぶも、東の大国と他国の戦争に巻き込まれて滅亡してしまう。
魔法使いの村
魔法使いだけが住んでいた村。
ファリードの父親が長をしていたが、長が竜の体を手に入れるために闇の魔神と交わした契約の生贄として村人は全て殺されてしまう。
氷の山
砂漠の中心にある山で、魔法の杖が隠されている場所。
魔神の国
魔神の住む地下の国々。時が流れることがなく、人間の魂が運び込まれた場合はいつまでも生きることができるが、魔神に選ばれた人間しか入ることができない。
国の1つにライラが王をしている「千の瞳」があり、ライラ曰く一番美しい国。
天国
死者の魂が行く場所。入口は天空にある「天国の門」で、天使が門番をしている。魔神は天国の門に行けないとされ、魔神が近づくと当たると死ぬ星と稲妻の槍が降ってくる（ただし、かいくぐって行くことは可能）。

## 既刊一覧
ISBNコードはフォア文庫版 / 図書館版の順に記載する。
- シェーラひめのぼうけん
  - シェーラひめのぼうけん魔神の指輪 ISBN 978-4-494-02726-2 / ISBN 978-4-494-01063-9
  - シェーラひめのぼうけんうしなわれた秘宝 ISBN 978-4-494-02729-3 / ISBN 978-4-494-01064-6
  - シェーラひめのぼうけんダイヤモンドの都 ISBN 978-4-494-02732-3 / ISBN 978-4-494-01065-3
  - シェーラひめのぼうけん海賊船シンドバッド ISBN 978-4-494-02735-4 / ISBN 978-4-494-01066-0
  - シェーラひめのぼうけん空とぶ城 ISBN 978-4-494-02744-6 / ISBN 978-4-494-01067-7
  - シェーラひめのぼうけん海の王冠 ISBN 978-4-494-02747-7 / ISBN 978-4-494-01068-4
  - シェーラひめのぼうけんガラスの子馬 ISBN 978-4-494-02751-4 / ISBN 978-4-494-01069-1
  - シェーラひめのぼうけん闇色の竜 ISBN 978-4-494-02757-6 / ISBN 978-4-494-01062-2
  - シェーラひめのぼうけん魔法の杖 ISBN 978-4-494-02759-0 / ISBN 978-4-494-01061-5
  - シェーラひめのぼうけん最後の戦い ISBN 978-4-494-02762-0 / ISBN 978-4-494-01060-8
- 新シェーラひめのぼうけん
  - 新シェーラひめのぼうけんふたりの王女 ISBN 978-4-494-02769-9 / ISBN 978-4-494-01342-5
  - 新シェーラひめのぼうけん旅だちの歌 ISBN 978-4-494-02772-9 / ISBN 978-4-494-01343-2
  - 新シェーラひめのぼうけんペガサスの騎士 ISBN 978-4-494-02774-3 / ISBN 978-4-494-01344-9
  - 新シェーラひめのぼうけん炎の少女 ISBN 978-4-494-02787-3 / ISBN 978-4-494-01345-6
  - 新シェーラひめのぼうけん妖精の庭 ISBN 978-4-494-02790-3 / ISBN 978-4-494-01346-3
  - 新シェーラひめのぼうけん風の恋うた ISBN 978-4-494-02793-4 / ISBN 978-4-494-01347-0
  - 新シェーラひめのぼうけん天のオルゴール ISBN 978-4-494-02797-2 / ISBN 978-4-494-01348-7
  - 新シェーラひめのぼうけん伝説への旅 ISBN 978-4-494-02802-3 / ISBN 978-4-494-01349-4
  - 新シェーラひめのぼうけん死をうたう少年 ISBN 978-4-494-02805-4 / ISBN 978-4-494-01350-0
  - 新シェーラひめのぼうけん天と地の物語 ISBN 978-4-494-02810-8 / ISBN 978-4-494-01351-7
- シェーラ姫の冒険 愛蔵版
  - シェーラ姫の冒険 愛蔵版 上 ISBN 978-4-494-01831-4
  - シェーラ姫の冒険 愛蔵版 下 ISBN 978-4-494-01832-1
- 新シェーラ姫の冒険 愛蔵版
  - 新シェーラ姫の冒険 愛蔵版 上 ISBN 978-4-494-01833-8
  - 新シェーラ姫の冒険 愛蔵版 下 ISBN 978-4-494-01834-5